# 蒂拉布尤納 (加利福尼亞州)
蒂拉比尤納（英語：Tierra Buena）是位於美國加利福尼亞州薩特縣的一個非建制地區。該地的面積和人口皆未知。

## 地理
蒂拉比尤納的座標為39°08′59″N 121°40′17″W / 39.14972°N 121.67139°W，而該地的平均海拔高度為18米（即50英尺）。